# Depot Peak
Depot Peak är en bergstopp i Antarktis. Den ligger i Östantarktis. Australien gör anspråk på området. Toppen på Depot Peak är 1 713 meter över havet.
Terrängen runt Depot Peak är en högslätt. Trakten är obefolkad. Det finns inga samhällen i närheten.